# Gilson Machado
Gilson Machado Guimarães Filho, ou apenas Gilson Machado, (Recife, 14 de maio de 1942 - Recife, 22 de abril de 2018), filho de Gílson Machado Guimarães e de Cordélia Lopes Machado Guimarães, foi um empresário do setor canavieiro e político brasileiro, que exerceu o mandato de deputado federal constituinte. Ingressou na vida política no pleito de 1986, elegendo-se deputado federal e tomando posse em fevereiro do ano seguinte. Foi reeleito no pleito de 1990 e depois decidiu não concorrer nas eleições de 1994. Faleceu em Boa Viagem, Zona Sul do Recife, dia 22 de abril de 2018, vítima de um câncer. 
Fez parte da liderança classista de usineiros do estado do Recife e participou ativamente como diretor do Sindicato da Indústria do Açúcar de Pernambuco entre os anos de 1970 e 1973. Antes mesmo de ingressar na carreira política, vivenciou parte da rotina ao fazer parte, desde 1981, da comitiva do presidente general João Figueiredo aos Estados Unidos e ao México em 1982 e 1983, respectivamente.
Também presidiu a Cooperativa dos Usineiros do Açúcar e do Álcool de Pernambuco.

## Assembleia Nacional Constituinte
Durante sua atuação na Assembleia Nacional Constituinte, votou a favor da pena de morte, da pluralidade sindical, da anistia aos micro e pequenos empresários e do presidencialismo. Em contrapartida, manifestou-se contra o voto facultativo aos 16 anos, o mandado de segurança coletivo, a soberania popular, a nacionalização do subsolo, a estatização do sistema financeiro, a limitação do direito de propriedade, o limite de 12% ao ano para os juros reais, a remuneração 50% superior para o trabalho extra, a limitação dos encargos da dívida externa, a proibição do comércio de sangue, a criação de um fundo de apoio à reforma agrária o aviso prévio proporcional, a unicidade sindical e a desapropriação da propriedade produtiva.

## Atividades Parlamentares

### Assembleia Nacional Constituinte:[3]
- Suplente da Comissão de Sistematização (1987-1988)
- Titular da Subcomissão de Princípios Gerais, Intervenção do Estado, Regime da Propriedade do Subsolo e da Atividade Econômica, da Comissão da Ordem Econômica (1987)
- Suplente da Subcomissão do Sistema Financeiro, da Comissão do Sistema Tributário, Orçamento e Finanças (1987)

### Congresso Nacional:[3]
- Titular da Comissão Mista destinada a Rever Doações, Vendas e Concessões de Terras Públicas (art. 51 do Ato das Disposições Constitucionais Transitórias) (1991)
- Suplente da Comissão Mista de Irregularidades na Previdência Social (1991)

### Câmara dos Deputados:[3]
- Suplente na Comissão Permanente da Agricultura e Política Rural (1989-1990)
- Suplente na Comissão Permanente da Ciência e Tecnologia, Comunicação e Informática (1992-1993)
- Suplente na Comissão Permanente da Defesa Nacional (1989-1990)
- Titular na Comissão Permanente da Economia, Indústria e Comércio (1989-1991, 1991-1994)
- Presidente na Comissão Permanente da Economia, Indústria e Comércio (1992)
- Presidente na Comissão Permanente de Fiscalização e Controle (1989)
- Titular na Comissão Permanente de Finanças e Tributação (1990)
- Suplente na Comissão Permanente de Finanças e Tributação (1994)
- Suplente na Comissão Permanente de Minas e Energia (1991-1992)
- Primeiro-Vice-Presidente na Comissão Especial sobre a Instituição da Pena de Morte (1990)
- Titular na Comissão Especial PL nº 824/91, Propriedade Industrial (1992)
- Suplente na Comissão Especial PL Legislação Tributária (1992)
- Suplente na Comissão Especial PL Regulamentação do Sistema Financeiro Nacional (1992)
- Suplente na CPI Concessão do Controle Acionário da Nec do Brasil e o Envolvimento do Ministério das Comunicações e da Telebrás (1990)